# Río Petrohué
El río Petrohué es un curso natural de agua que nace como emisario del lago Todos los Santos, fluye con dirección general sur y desemboca en el estuario de Reloncaví, en la Región de Los Lagos.

## Trayecto
Los primeros 10 km de su recorrido transcurren al interior del parque nacional Vicente Pérez Rosales.: 20  En su curso tiene un sector de imponentes saltos de agua llamado Saltos del Río Petrohué, muy visitado por turistas. Se encuentra comunicado con Puerto Varas, por la Ruta CH-225, y caminos que permiten el tránsito dentro del Parque Vicente Pérez Rosales y el lago Todos los Santos.
El río tiene una longitud aproximada de 36 km. Nace en el lago Todos los Santos y desemboca en el estuario de Reloncaví. En toda su extensión, corre por un valle labrado por glaciares, y en ocasiones, encajonado entre altos acantilados.
El origen de este río se remonta al retroceso de los glaciares y la aparición del volcán Osorno. Inicialmente, un gran lago cubría la región, pero las repetidas erupciones del volcán Osorno y el Calbuco dividieron este lago en dos, formándose los que hoy conocemos como lago Llanquihue y lago Todos los Santos. El río Petrohué quedó finalmente como único desagüe natural de este último.
Su hoya hidrográfica es de 2.640 km², teniendo un régimen de alimentación pluvial. Su caudal se encuentra regulado por las aguas del lago Todos los Santos, sin embargo, tiene numerosos esteros y ríos tributarios provenientes del volcán Osorno, volcán Calbuco y de la sierra de Santo Domingo. El clima de la zona es templado húmedo, con una precipitación promedio de 2.500 a 3.000 mm al año. La temperatura media anual es de 11,1 °C, con una media en el mes de enero de 16 °C y en julio de 6,5 °C.
Considerando los datos del Anexo:Cuencas hidrográficas de Chile para las cuencas 10450 hasta 10457 se obtiene un área de drenaje de 2705 km².

## Caudal y régimen

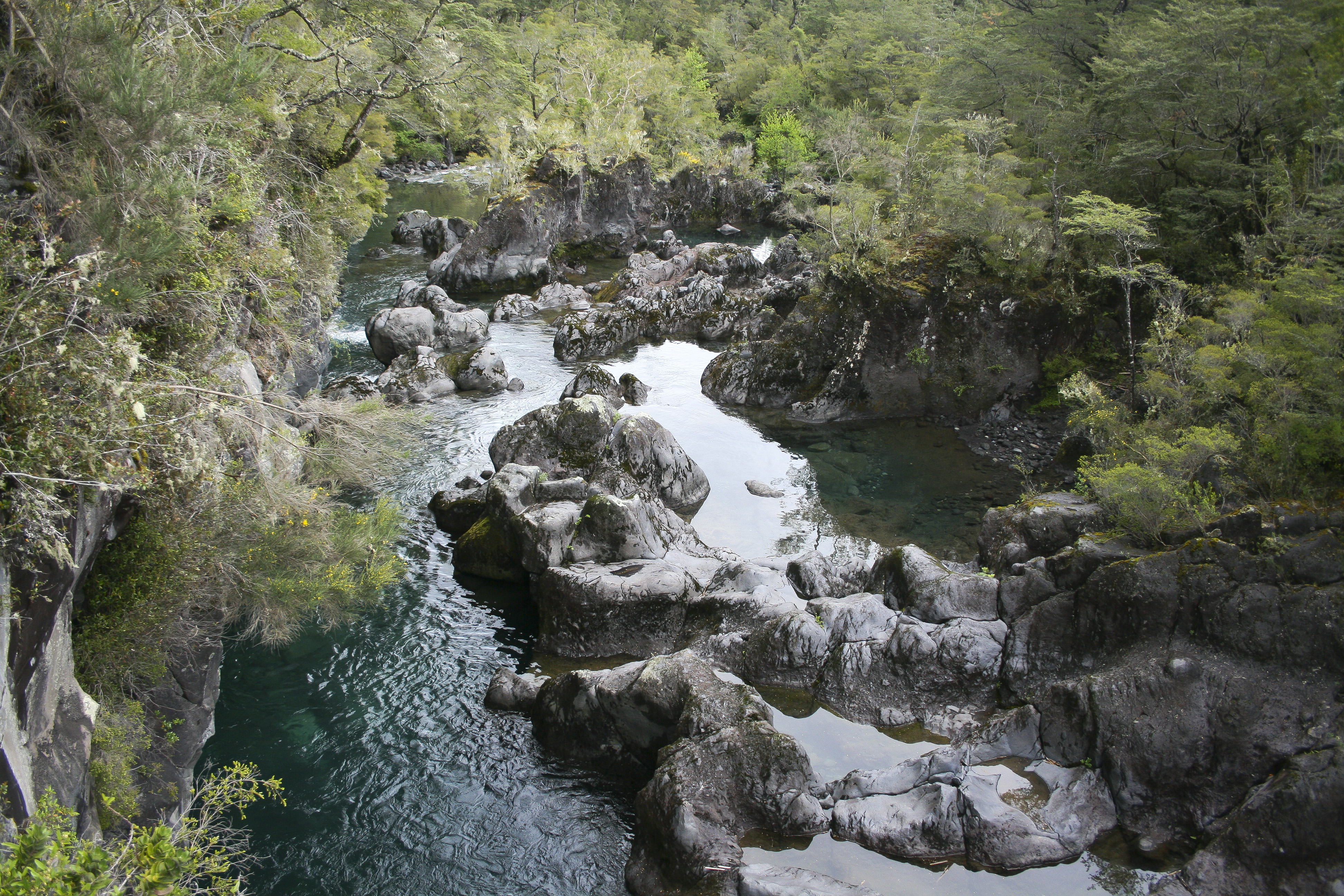
Vista del río.

## Historia
Petrohué significa, en lengua mapuche, "lugar de petros (Simulium varipes), especie de pequeños mosquitos hematófogos también conocidos como jejenes.
Francisco Solano Asta-Buruaga y Cienfuegos escribió en 1899 en su Diccionario Geográfico de la República de Chile sobre el río:
Petrohue.-—Río del departamento de Llanquihue que nace del lago de Todos los Santos, á su extremo sudoeste por los 41º 10' Lat. y 72° 22' Lon. Se dirige por un corto trecho hacia el SO., rodea las faldas del sudeste del volcán Osorno y torciendo después hacia el S., va con ligeras vueltas por entre alturas bajas y selvosas á descargar su mediano caudal en el fondo norte de la bahía de Ralún á la cabeza del estuario de Reloncaví, entrando en ella por tres ó cuatro canales someros. Su curso no baja de 30 kilómetros, un tanto lento en la parte superior y con algunos reciales hacia su término. Poco antes de su desembocadura se notan en su margen izquierda unas vertientes de agua mineral con temperatura de 30 hasta 48 grados.
Luis Risopatrón lo describe en su Diccionario Jeográfico de Chile de 1924:: 661 
Petrohue (Rio). 41° 20' 72° 25' Sale tranquilo i hondo, con 40 a 50 m de ancho, del estremo W del lago Todos Los Santos, donde se le ha medido 16° C de temperatura, pero como a 1 kilómetro después de su salida, se convierte en un bullicioso i gran torrente, presenta una serie de rápidos i se precipita, ahocinado, entre lavas volcánicas, donde ha labrado su cauce, entre alturas bajas i selvosas; sigue hácia el S, se ensancha i en los últimos 13 km tiene 1,5 m de hondura media, en cuyo trecho puede ser navegado, en las grandes mareas, en que alcanza a 500 m de ancho. Ofrece un rápido i numerosas piedras, 2 km antes de su desembocadura en la parte NW de la bahía de Ralun, en la que se vácia con 2 a 3 km de ancho, dividido en numerosos brazos, que ofrecen vado en la baja marea i cuyos acarreos han embancado esa parte de la bahía; un sendero sube por su márjen W, rodea las barrancas de La Viguería, alcanza la orilla del rio en el punto donde forma un ensanchamiento de 2,5 km, se desvía hácia el W en las faldas del cerro Téllez i continúa al través de estensos campos de lava, hasta el pié del volcan Osorno. 1, viii, p. 92 i 93; 55, p. 24: 60. p. 472: 61. xxxix, p. 20. 21, 9 i 40: LXXXIV, p 1217, 1221 i 1222; 62, i, p. 37; 66, p. 260; 111, i, p. 69; i 156; i Petrohue en 1, viii, p. 219; 61, 1853, p. 110 mapa; i xxiii, p. 443; i 155, p. 544.

## Población, economía y ecología
Los puntos turísticos más conocidos se encuentran ubicados en su curso superior: playa Petrohué, lugar desde donde se embarcan quienes viajan por el lago Todos los Santos, y los famosos "Saltos del Río Petrohué", formados hace unos 600 años por rocas de lava provenientes de la erupción del cercano volcán Osorno. Sin embargo es en su curso medio inferior donde se encuentran los sectores adecuados para la práctica de la pesca desde un bote.
En cuanto a su estructura, éste es un río caudaloso y ancho, con grandes pozones, remansos, correntadas, bocas de esteros y ríos tributarios, diversos brazos y canales con aguas calmas, y numerosas playas para practicar vadeo desde sus orillas. Digno de destacarse es el hecho que la mayor parte pescable del río es accesible solo por bote, lo que permite gozar de una gran paz y tranquilidad, siempre buscada por el pescador.
La vegetación que lo rodea es exuberante; siempre rodeada de bosques de coigües, ulmos, arrayanes, tepús, sauces, y grandes variedades de helechos.

### Pesca deportiva
El Río Petrohué es considerado uno de los mejores tanto a nivel nacional como internacional para la pesca deportiva dada la gran diversidad de especies y sus óptimas condiciones para la pesca de vadeo y flote.
Dentro de estas es posible encontrar al famoso Salmón Chinook o Salmón Rey, como también la trucha arcoíris, trucha Fario, Salmón Coho, Salmón Atlántico y la Perca Trucha.
La temporada de pesca en el río se extiende entre los meses de noviembre y mayo, periodo en que se reúnen pescadores de todo el mundo a disfrutar de esta experiencia.